# Tanacetum audibertii
Tanacetum audibertii — вид рослин з роду пижмо (Tanacetum) й родини айстрових (Asteraceae); поширений на Корсиці й Сардинії.

## Середовище проживання
Поширений на Корсиці й Сардинії.